# Irmãs da Caridade do Sagrado Coração de Jesus
A Congregação de Irmãs da Caridade do Sagrado Coração de Jesus (oficialmente em latim: Congregatio Sororum Caritatis Sacri Cordis Iesu) é uma congregação religiosa católica feminina, de vida apostólica e de direito pontifício, fundada em 1877 pela religiosa espanhola Isabel de Larrañaga Ramírez, em Madri. Às religiosas deste instituto conhecesse-lhes como irmãs coraçonistas e pospõem a seus nomes as siglas H.C.C.J..

## História

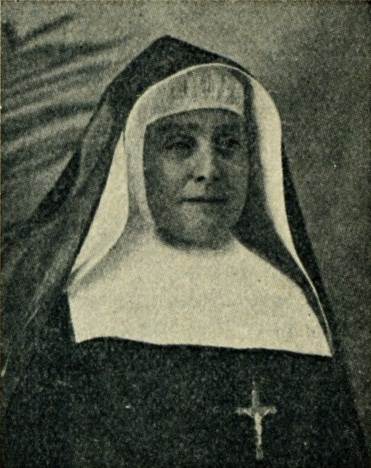
Rita Dores Pujalte Sánchez (1853-1936), uma das religiosas mártires durante a Guerra civil espanhola, é venerada como beata na Igreja Católica.

A congregação foi fundada a 2 de fevereiro de 1877 em Madri, Espanha, por Isabel de Larrañaga Ramírez, para o ensino e direção dos exercícios espirituais, ainda que mais tarde assumiram a pastoral educativa em escolas católicas, principalmente infantis. Para dar vida ao projeto, a fundadora contou com o apoio do Papa Pio IX e a colaboração de Enrique de Ossó.
O instituto recebeu a aprovação como congregação religiosa de direito diocesano em 1883, de parte de Juan Ignacio Moreno e Maisanove, arcebispo de Toledo. O Papa Bento XV elevou o instituto a congregação religiosa de direito pontifício, mediante decretum laudis de 28 de novembro de 1920.
Entre as membros do instituto destacam a fundadora Isabel de Larrañaga Ramírez, cujo processo de beatificação se encontra em curso e é considerada venerável na Igreja Católica e as religiosas espanholas Rita Dores Pujalte Sánchez e Francisca Aldeia Araujo, quem morreram como mártires, durante a Guerra Civil Espanhola do século XX e são veneradas como beatas.

## Organização
A Congregação de Irmãs da Caridade do Sagrado Coração de Jesus é um instituto religioso de direito pontifício e centralizado, cujo governo é exercido por uma superiora geral. A sede central encontra-se em Roma (Itália).
As irmãs coraçonistas vivem segundo o modelo de vida estabelecido em suas próprias constituições e dedicam-se à educação, à direção dos exercícios espirituais e à pastoral social, especialmente em favor das mulheres. Em 2017, o instituto contava com 308 religiosas e 51 comunidades, presentes em Angola, Espanha, Chile, Portugal, Porto Rico e Venezuela.